# ポルシェ・356
356 （Porsche 356）は、ドイツの自動車メーカーであるポルシェが1948年から製造を開始したスポーツカーであり、製品名にポルシェの名を冠した初の自動車である。
高性能と居住性、実用性の3つを高度に満たした小型スポーツカーであり、第二次世界大戦後の小型スポーツカーの分野における一つの指標となった。

## 概要
1931年の創業以来、他社の車両設計・開発請負を主な業務としてきたポルシェ社が、スポーツカーの自社生産に新たな活路を見出し、第二次世界大戦の終戦後に開発に着手した小型スポーツカーである。「356」の名称はポルシェ社内の開発コードから来たものである。
開発当時、創業者フェルディナント・ポルシェ博士は大戦中の軍事開発の責を問われ、1945年から戦犯として2年あまり連合国軍側に拘留されていた。356の開発および設計を主に担当したのは、ポルシェ博士の息子で自身技術者である「フェリー」ことフェルディナント・アントン・エルンスト・ポルシェと、1920年代のアウストロ・ダイムラー以来ポルシェの下で多数の車両開発に携わってきた技術者カール・ラーベ（Karl Rabe ）らのチームである。原型スタイリングは、フォルクスワーゲン・タイプ1（ビートル）のスタイリングも手がけたポルシェ社員のエルヴィン・コメンダ（Erwin Komenda ）による。
その源流には、1938年にタイプ1の原型をベースとしてポルシェの手で開発された「フォルクスワーゲン・ベルリンローマ速度記録車」こと、ポルシェ・64の存在があった。
1944年以降、ポルシェ社は本拠地のシュトゥットガルトから戦火を避けてオーストリア・グミュントに疎開しており、終戦後はシュトゥットガルトの本拠が連合国側当局に接収されていたため、1950年まで不便なグミュントでの活動を余儀なくされていた。厳しい状況の中、1947年6月に設計が始まった356は、戦後の混乱期のため資材、部品の調達や資金面等の多数の問題が発生したが、1948年6月には試作車が完成、ナンバー登録された翌月にはインスブルックの小さなレースに出場し優勝している。
1949年から増加試作的量産が開始され、以後約15年に渡り細かい改良を重ねて発展しながら製造販売された。

## 356.001

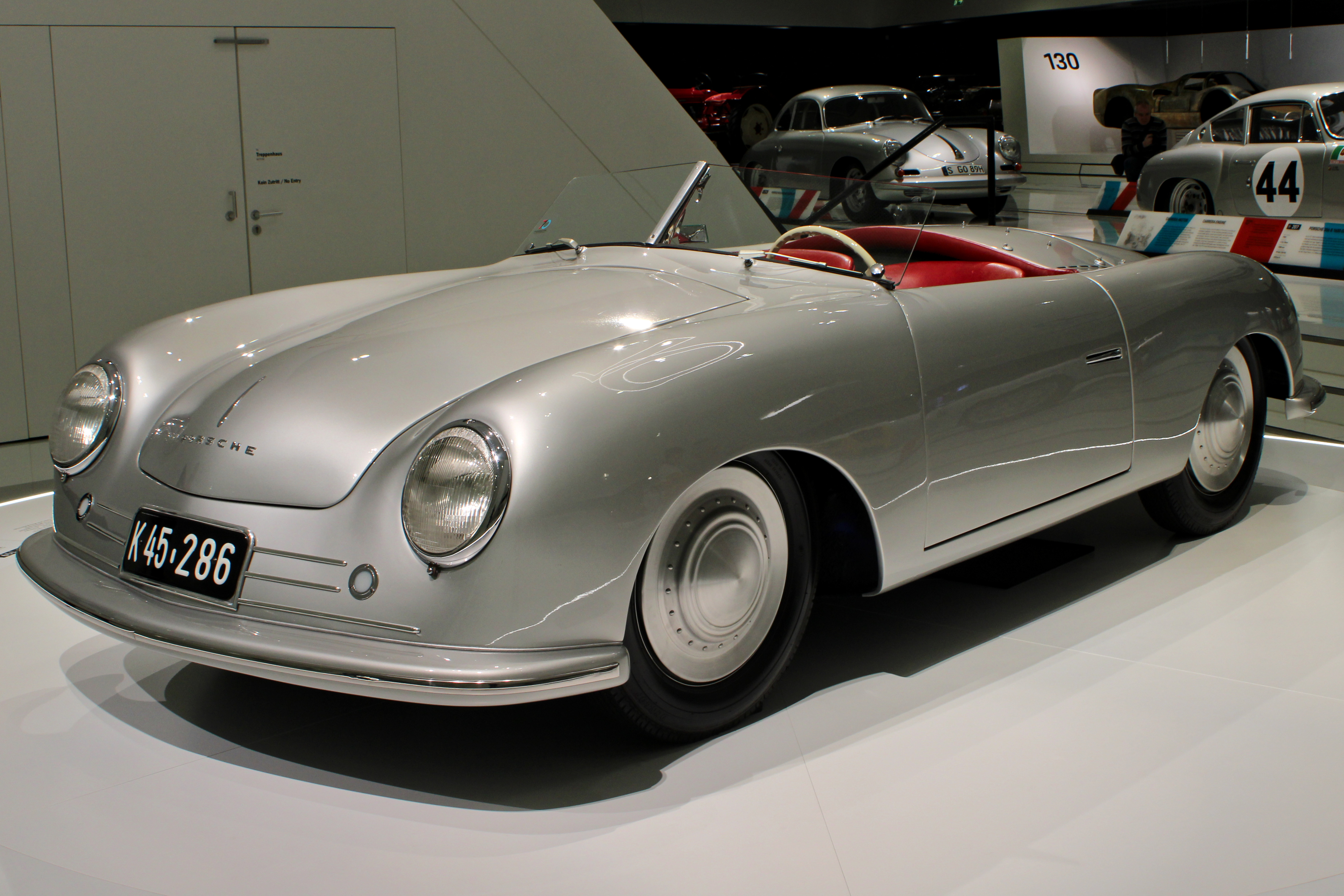
ポルシェ356（1948）No.1・ミッドエンジン・プロトタイプ

1948年、いわゆるフォルクスワーゲン・ベルリンローマ速度記録車のメカニズムの延長上に、アルミニウムボディーの2シーターでロードスター型プロトタイプを試作した。ポルシェの名を冠した初の車であることから「ポルシェNo.1」とも呼ばれる。
量産型356とは異なり、試作1号車は鋼管スペースフレームのミッドにエンジンをレイアウトした。エンジンはフォルクスワーゲン用の空冷水平対向4気筒OHV、内径φ75mm×行程64mmで1,131cc、25馬力の369型エンジンをベースとし圧縮比を5.8から7.0に上げるなどで40hp/4,000rpm、7.0kgm/2,600rpmに出力アップを果たした。ブレーキは機械式のドラムブレーキでノンシンクロの4MTを搭載し、596kgの車体を135km/hまで加速させた。
1948年3月にはグロスグロックナー峠にてテストが始められた。1948年9月にあるスイス人ユーザーに販売され、スイス国内でヒルクライムレースなどに出場し好成績を収めた。その後何人かのユーザーを点々としたが1958年に買い戻され、現在はポルシェ本社に併設されている博物館に展示されている。

## 356/2

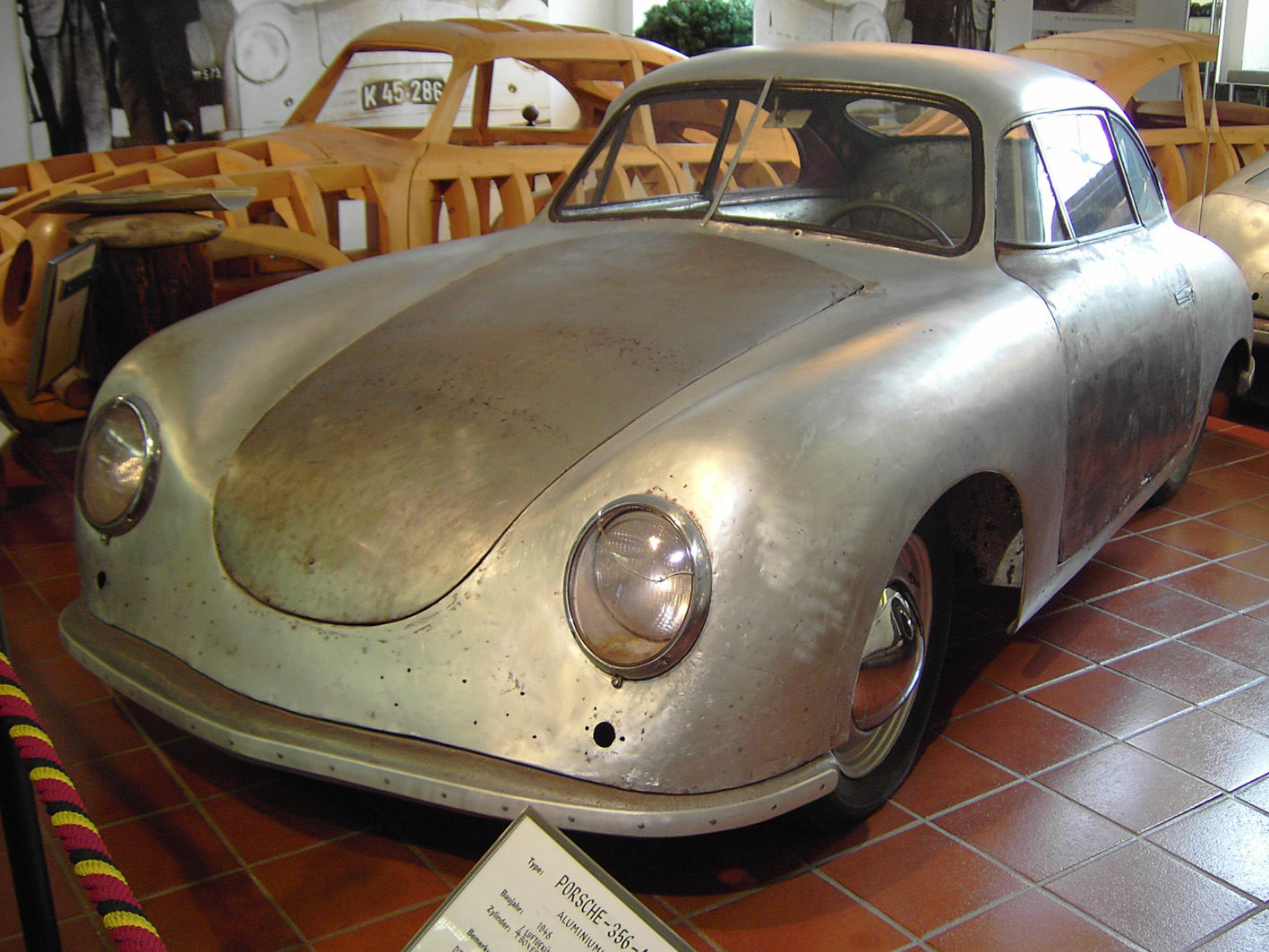
アルミボディのグミュントクーペと復元された木型（奥）

試作2号車はクローズドボディのクーペとして製造され、1948年7月に完成した。エンジンはリアに移動されている。
量産化に際し車体はクーペとカブリオレの2種となり、後部に補助シート2席を追加し、フロントは中央2分割窓となっており、シャーシは鋼板プレス、溶接組みたてのプラットホーム型と、リアエンジンレイアウトとなった。これは座席やラゲッジスペース確保による実用性の向上と、フォルクスワーゲンとの構造、部品の共通化によるコストダウンが目的である。
エンジンは引き続きフォルクスワーゲン用369型をベースとしたが、スポーツカーカテゴリの1,100ccクラスへ出場できるよう内径φ73.5mm×行程64mmで1,086ccに縮小した。出力は当初35hpだったが、1949年11月以降はシリンダーヘッド改良、ソレックス26VFJキャブレターで40hp/4,200rpm、6.5kgm/3,300rpmとなった。電装系は当時のVWと同じく6V。最高速度は140km/h。
サスペンションはVWと同じ4輪独立トレーリングアームと横置きトーションバースプリングで、ブレーキはドラム。ボディはアルミ製でシャーシに溶接された。プラットホーム型シャーシは、補強が不要なほどの強度を備えており、カブリオレでも追加補強はない。
この時代の少量生産車に多く見られたことだが、ボディを製造する工場や時期の違いによる細部の差異がある。グミュント工場で生産されたが、ボディを外部の複数の会社が架装した車両も多数あった。そのためにメッキモールの仕様や、アルミ製バンパーもオーバーライダー付きとなしがあり、ランプ類もボッシュ製とヘラー製があり、ライト下のウインカーレンズやリアのテールランプには複数の形状がある。腕木式の方向指示器の仕様も存在した。内装もインパネ形状にメーター類や、シートも左右独立のタイプやベンチシート仕様もあり、後席も左右独立や一体型、カーペットを敷いただけの車両もある。
プロトタイプ以外に約49台が生産されたが、この時期のグミュント製車両は手探り状態で製造販売されていたようなもので、増加試作車同然ともいえる。全長3,870mm、全幅1,660mm、全高1,300mm。

## 356プレA（1948年 - 1955年）

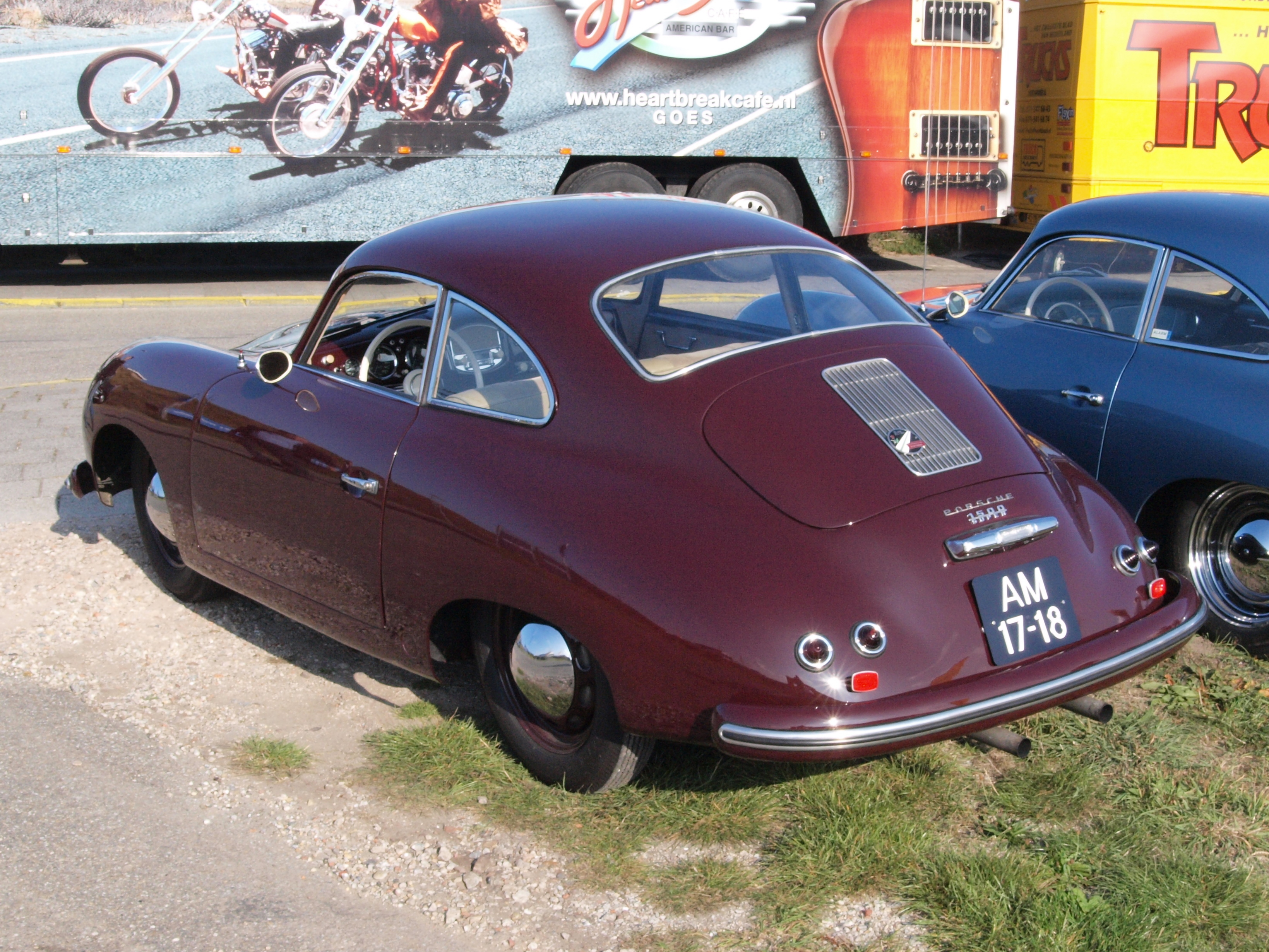
リア部

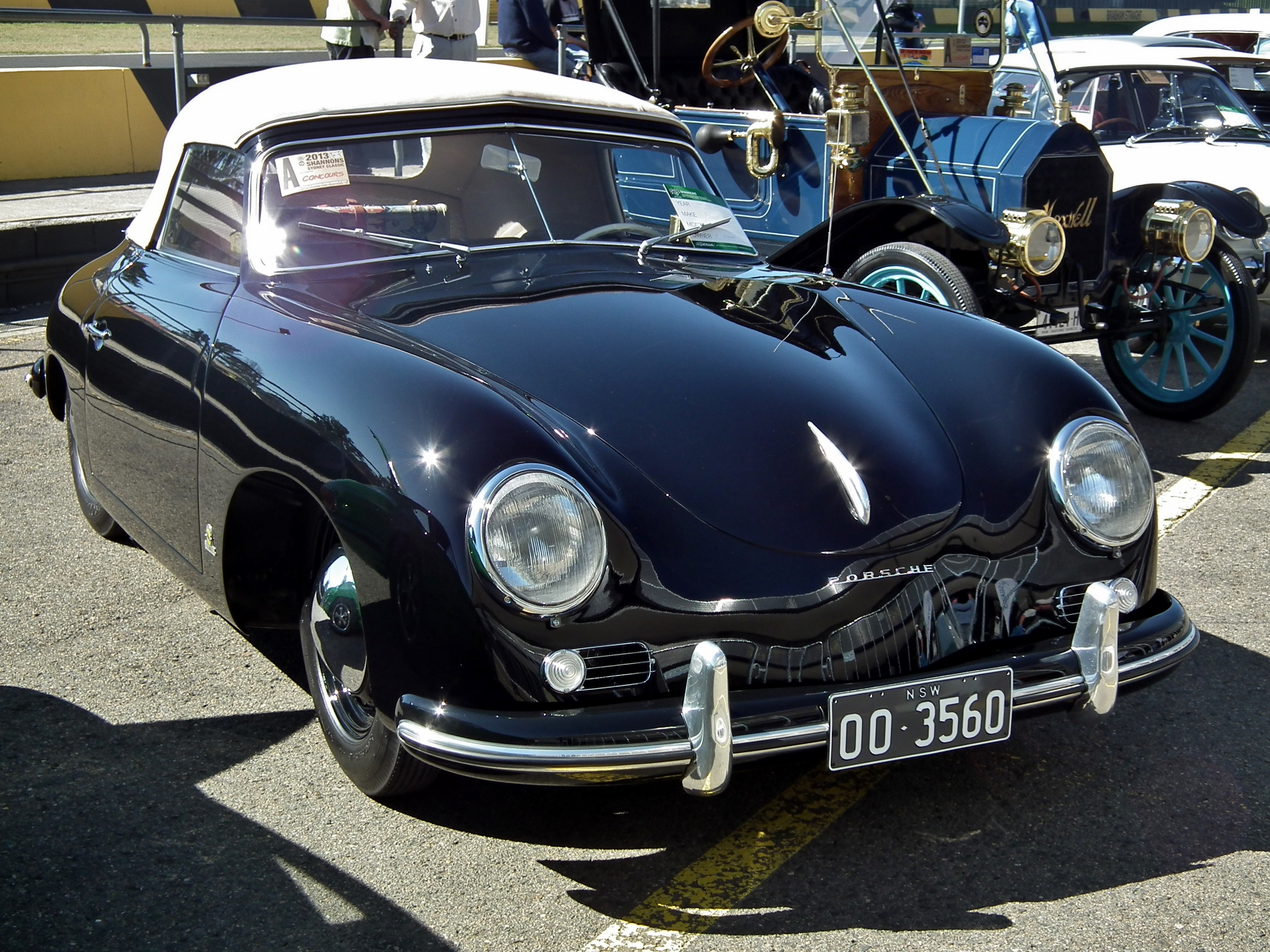
1954年モデルの356スピードスター

1949年9月にVWとの技術コンサルタント契約を締結したことでロイヤリティを受け取れるようになりかつVWの部品や販売網を利用できるようになった。シュトゥットガルト本社敷地の返還交渉を進めながら、その向かいにあったロイター（現レカロ）に間借りして生産を始め、さらにボディー生産を委託して生産性の低さを解消した。1950年4月にドイツ製ポルシェの第1号車が生産された。
車体材質がアルミから鉄製ボディーに変更された。固定式三角窓の廃止、フロントバンパーの変更、ボンネットも高くなった。微妙にウエストラインがあがり、室内も広げられ、屋根がなだらかになった。ボディは何枚ものパネルをガス溶接しハンダで埋めて製造された。車体側面のサイドシルが内側に回りこんでいるのが特徴で、後に愛好者に「プレA」とも呼ばれた年代モデル。左右独立シートとリアの補助シート設定。

### 1950年モデル
- ポルシェ356/1100 - キャブレターがソレックス32PBIに変更され内径φ73.5mm×行程64mmで1,086cc[4]から40hp/4,200rpm[5]または40PS/4,200rpm[4]、7.15kgm/2,800rpm[4][5]。この年410台が生産された[4]。9月3日にフェルディナント・ポルシェの75歳の誕生日にクーペ1台が贈呈され、間もなくこの車輛は所有者を失い「フェルディナント」と名付けられ研究開発に使用された[6]。

### 1951年モデル
リアクォーター窓が少し外側に開閉可能になり、右ハンドル仕様も設定された。サスペンションのリアダンパーがテレスコピック式に変更された。カブリオレが選択できるようになった。
- ポルシェ356/1100
- ポルシェ356/1300 - この年追加された[4]。内径φ80mm×行程64mmで1,286cc、44hp/4,200rpm、8.3kgm/2,800rpmの506型エンジン[6]。
- ポルシェ356/1500 - ポルシェ356/1300に次いで追加された[4]。ヒルト製ローラーベアリング[4]を使用し内径φ80mm×行程74mmで1,488cc、60hp/5,000rpm、10.8kgm/2,800rpmの527型エンジン[6]。

### 1952年モデル
ポルシェ製シンクロメッシュが内蔵された新型トランスミッションが採用された。中央が折れたV型ながらフロントのウインドシールドが1枚窓に変更され、ボンネットの幅が狭くなり、フード上のメッキの開閉ハンドルは穴あきグリップに変更されている。インパネにはタコメーターが標準装備になり、燃料計も装備された（従来は木製レベルゲージで残量確認）。ステアリングがポルシェエンブレム付き2本スポークに変更し、ウインカーレバーも付いた（従来はインパネのトグルスイッチで左右操作した）。ドア上部のウッドパネルは廃止されて鉄板むき出しとなり、リアシートは可倒式になった。ボンネット内のスペアタイヤ搭載位置を横から縦置きに変更しフロントフード内に荷物が多少積めるようになった。ライトはボッシュ製のみになり、VWマークがないだけでビートルと共用のメッキリムがついた。バンパー形状変更でフェンダーまで回り込まないデザインとなり、前後ランプ類も小変更。VW流用だった16インチ鉄ホイールは、リム周辺に冷却用穴のあるタイプに変更された。ワイパーが対向式から平行式に変更され、カブリオレのリアガラスがプラスチック製に変更された。グレイサーがコーチビルダーを務め2座のアメリカン・ロードスターが16台生産された。
- ポルシェ356/1100
- ポルシェ356/1300
- ポルシェ356/1500 - 扱いやすさを重視し55hp/4,400rpm、10.8kgm/2,800rpmに出力が落とされベアリングをプレーンタイプとした[4]546型エンジンを積んだモデルが追加され、その性格から「淑女」（Dame ）と呼ばれた。
- ポルシェ356/1500スーパー - この年追加された。クランクシャフトにローラベアリング[4]を備え、ソレックス40PBCキャブレター装備により70hp/5,000rpm、11.0kgm/3,600rpmの528型エンジン[6]を搭載し最高速度は160km/hを越えた[4]。

### 1953年モデル
ボンネットフード上のメッキの開閉ハンドルがポルシェエンブレム付に変更され、フロントウインカー内側にホーングリルが付き、ドアハンドル等もビートル流用からポルシェ専用に変更された。ヒーター調整ノブがインパネからフロア中央へ移動し、サンルーフがオプション設定され、手動ポンプ式ウインドウォッシャーのタンクがガラスからプラスチックバッグへ変更。リクライニングシートが全車標準装備となった。サスペンションにフロントスタビライザーが装備された。この年からミツワ自動車により日本への正規輸入が初めてされた。
- ポルシェ356/1100
- ポルシェ356/1300
- ポルシェ356/1300スーパー - この年ヨーロッパのプロダクションカーレースに出場するため528型エンジンを内径φ74.5mm×行程74.5mmで1,290ccに縮小、60hp/5,500rpm、9.0kgm/3,600rpmの589型エンジンを積んだモデルが追加された[7]。
- ポルシェ356/1500
- ポルシェ356/1500スーパー

### 1954年モデル
この年*ポルシェ356/1100が廃止された。
- ポルシェ356/1300
- ポルシェ356/1300A - ポルシェ356/1300スーパーと共通の内径φ74.5mm×行程74.5mmで1,290ccに変更され、42hp/4,200rpm、7.15kgm/2,800rpmとなり、それを示すために末尾に「A」の文字が入った[8]。
- ポルシェ356/1300スーパー
- ポルシェ356/1500 - この年からスピードスターが選択できるようになった[8]。
- ポルシェ356/1500スーパー - この年からスピードスターが選択できるようになった[8]。

### 1955年モデル
サイドシルにモール追加。フロントサスペンションにスタビライザーを装備した。米国仕様はバンパーにオーバーライダー付が多い。全てのエンジンが3分割式のクランクケースを持つポルシェ製となった。
- ポルシェ356/1300A - 44PS/4,200rpmの506/2型エンジン。
- ポルシェ356/1300スーパー - 60PS/5,500rpmの580/2型エンジン。
- ポルシェ356/1500 - 55PS/4,400rpmの546/2型エンジン。
- ポルシェ356/1500スーパー - - 70PS/5,000rpmの528/2型エンジン。

「プレA」は合計1万0678台が製造販売された。

## 356A型（1955年 - 1959年）

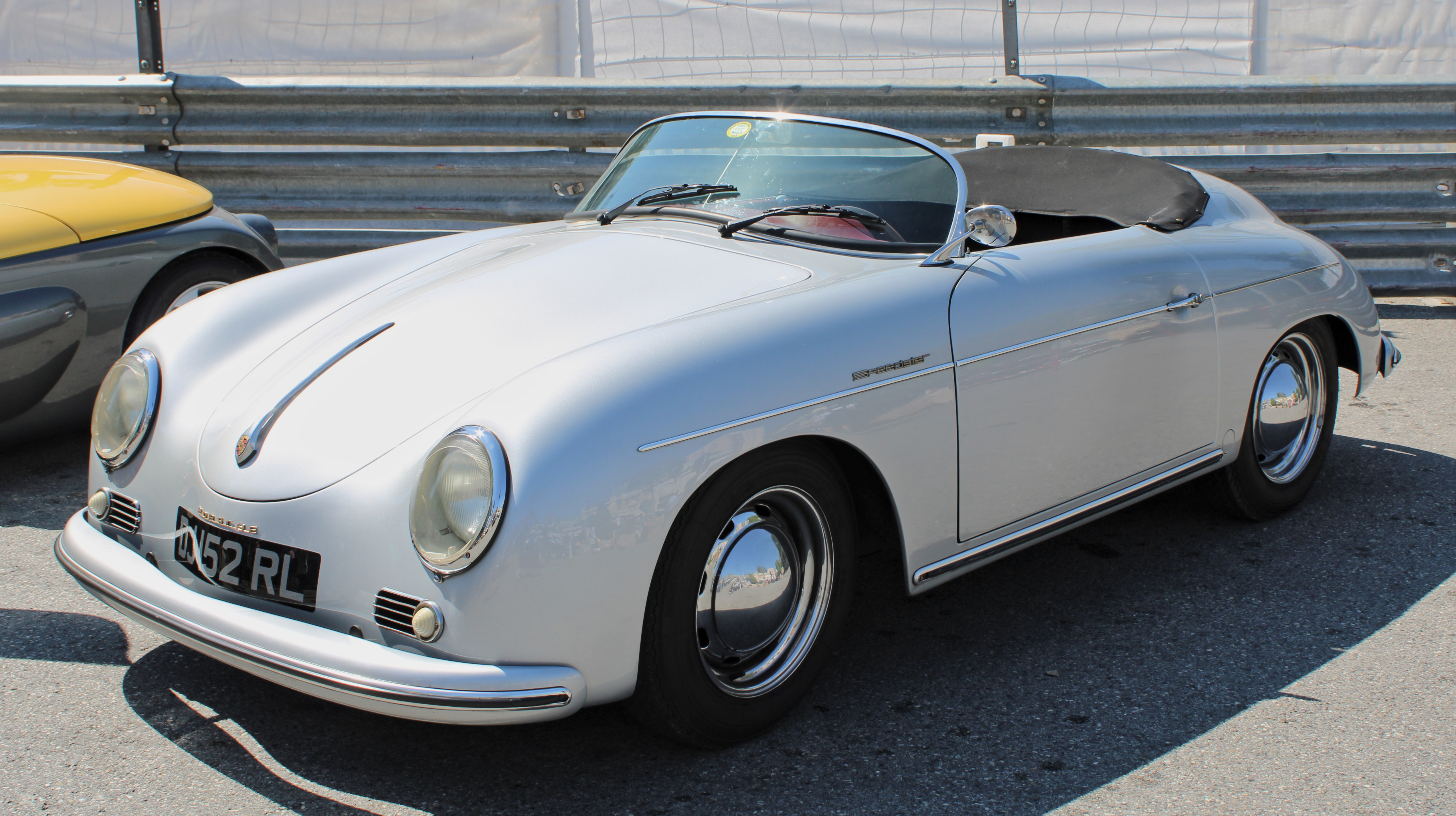
356スピードスター

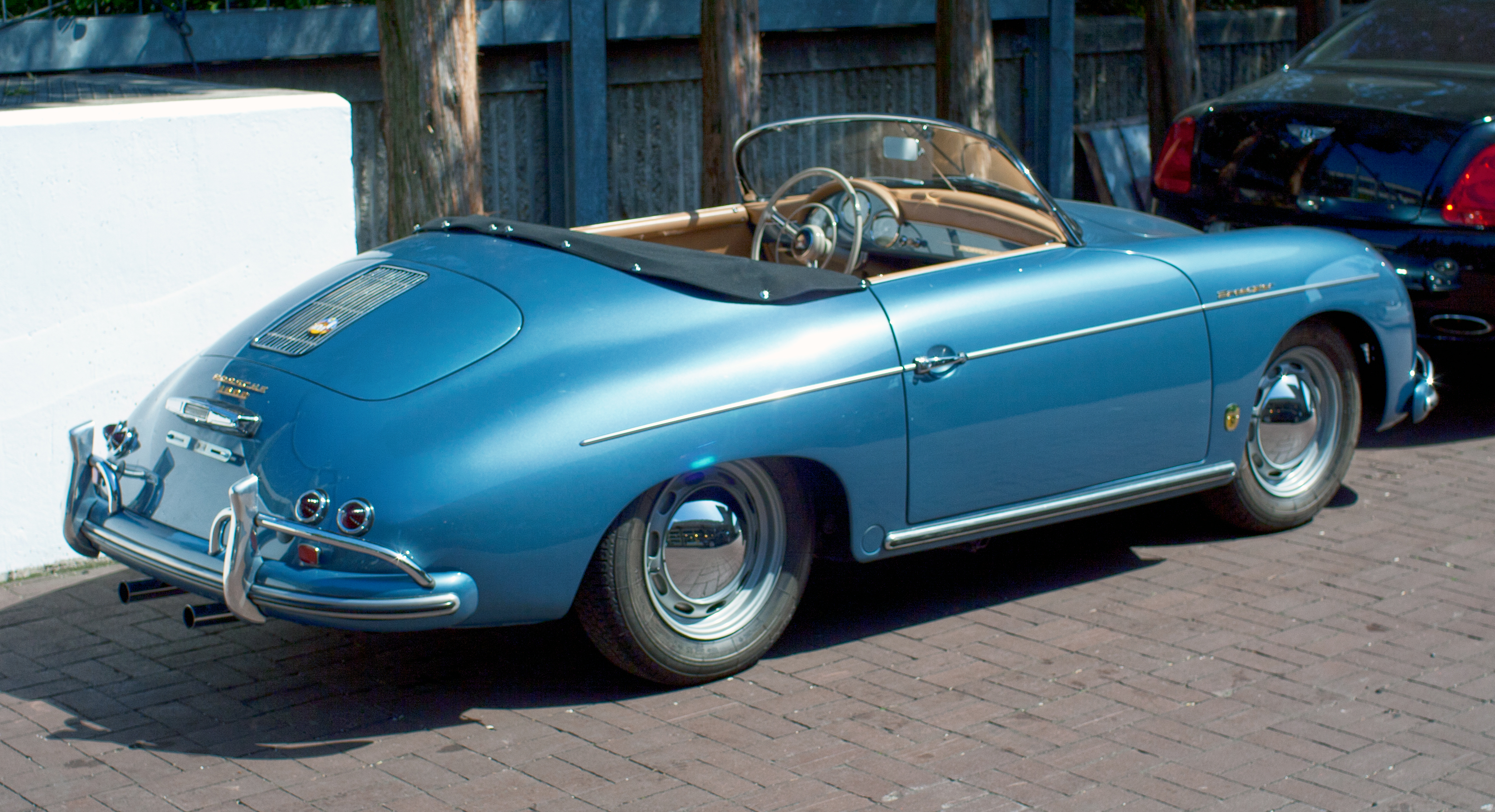
1957年モデルの356スピードスターのリア部

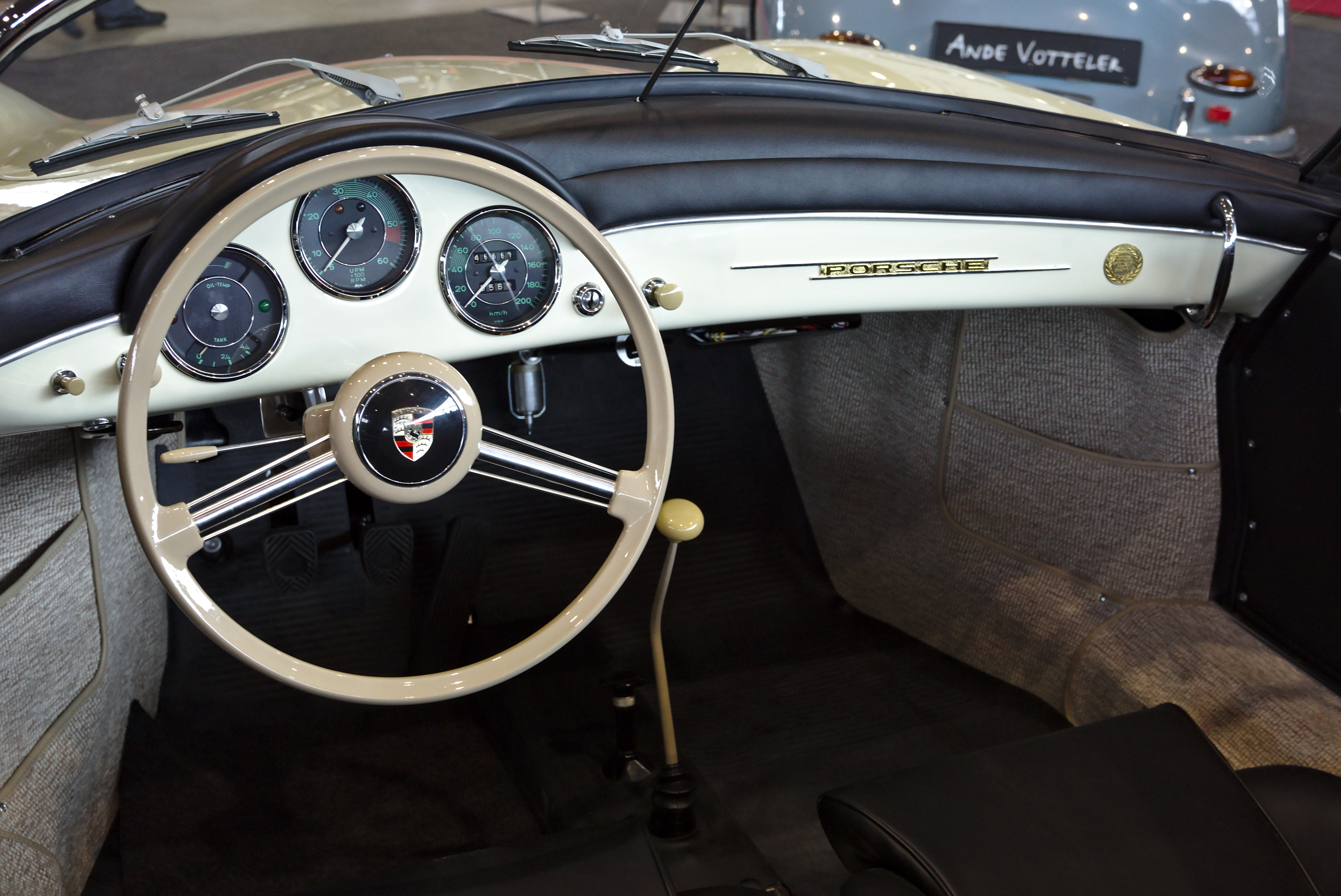
内装

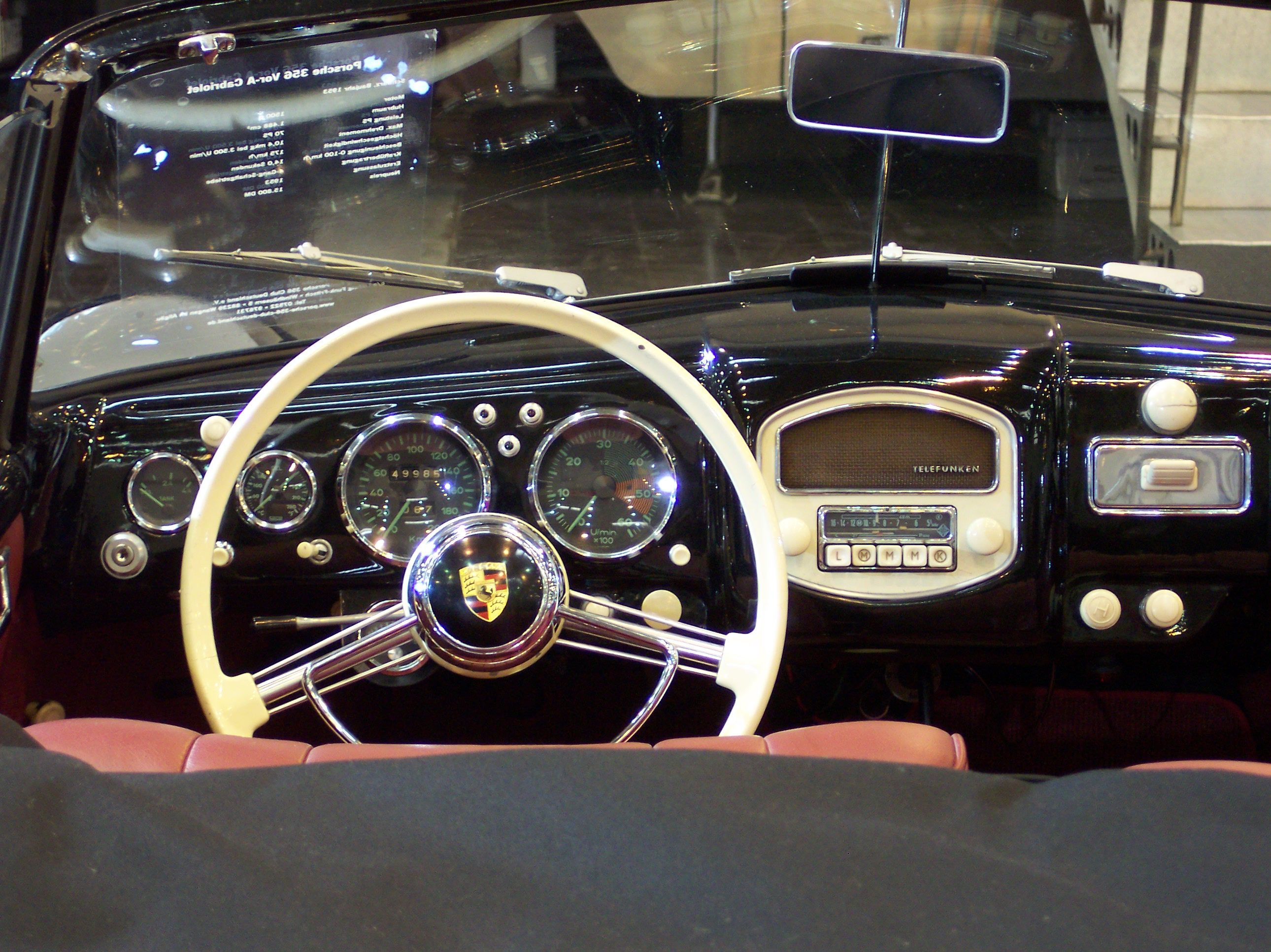
中央にテレフンケン製ラジオが鎮座するインストゥルメントパネル

比較的大きな改良を行なった「356A」が1956年モデルとして1955年10月より生産開始され、販売された。フロントのウインドシールドガラスが曲面になり、屋根の前端部も変更された。後部エンジンルーム内カバーパネルが2重に変更。内装は合成革が標準で本革シートは注文装備。インパネ上部がソフトパッド付きとなり、イグニッションキーとエンジンスタータボタンが一体になった。ステアリングがダンバー付きとなり、3本スポークで、ホーンスイッチはリング式からハンドル中央のボタン式に変更、ハンドブレーキはレバー式からステッキ式に変更された。カブリオレは後部座席なしカーペット仕様。ホイールが15inに変更。センターロック式ホイールがオプション設定された。メッキバンパーオプション設定。エンジンは全てプレーンベアリングとなった。

### 1956年モデル
- ポルシェ356A/1300
- ポルシェ356A/1300スーパー
- ポルシェ356A/1500GSカレラDX - 4カム100hp/6,200rpmの547型エンジン[11]。センターキャップ部にポルシェエンブレム付。1955年少数生産。
- ポルシェ356A/1500GSカレラGT - 4カム110hp/6,400rpmの547型エンジン[11]。ボディーはプラスチックなどでさらに軽量化されている。センターキャップ部にポルシェエンブレム付。1955年少数生産。
- ポルシェ356A/1600 - 内径φ82.5mm×行程74mmで1,582cc[10]、60hp/4,500rpm[12]または60PS/4,500rpm[10]、11.2kgm/2,800rpm[12]。の616/1型[10][12]エンジン。
- ポルシェ356A/1600スーパー - 内径φ82.5mm×行程74mmの1,582cc[10]、圧縮比8.1[10]で75hp/5,000rpm[12]または75PS/5,000rpm[10]、11.9kgm/3,700rpm[12]の616/2型[12][10]エンジン。センターキャップ部にポルシェエンブレム付。

### 1957年モデル
社内呼称「T2シリーズ」に移行。T2はリアバンパーのオーバーライダーからマフラーが出ている。VW製ウォームアンドナットだったステアリングギアボックスを専用のZF製ウォームアンドローラーに変更し操舵が軽くなった。カブリオレは三角窓標準装備（クーペは注文装備）。左右窓のギア比変更で開閉（手動）が軽くなった。インパネの鍵穴が少し大きくなり、サンバイザーがアクリル製からパッド入りビニール製に変更（バニティミラーは注文装備）。シート形状も変更された。シフトレバーは少し短く、かつ位置を後方に移動し操作性を向上させた。ヒーターノブは前方に変更となる。ドアハンドル変更。後部灯火類を片側2灯の丸型から、一体式の涙摘型に変更し、番号灯の位置を変更。カブリオレの後部窓が大型化された。
- ポルシェ356A/1300 - 1957年9月廃止された[10]。
- ポルシェ356A/1300スーパー - 1957年9月廃止された[10]。
- ポルシェ356A/1600 - シリンダーが軽合金製から鋳鉄製に変更された。
- ポルシェ356A/1600スーパー - シリンダーが軽合金製から鋳鉄製に変更され、ローラーベアリングがプレーンベアリングに変更された。

### 1958年モデル
スピードスターに代わりコンバーチブルDモデルが登場した。カブリオレ用オプションでカルマン製ハードトップが設定された。各種エンジン（グレード）表示エンブレムが後部に付いた。
- ポルシェ356A/1600
- ポルシェ356A/1600スーパー

### 1959年モデル
スピードスターがコンバーチブルDに移行した。
- ポルシェ356A/1600
- ポルシェ356A/1600スーパー
- ポルシェ356A/1600GSカレラDX - この年追加された。105hp[11]。主にレース用で内装が簡略化されたGTとは違い、カレラでも通常モデルと同じ内装である。
- ポルシェ356A/1600GSカレラGT - この年追加された。115hp[11]。

356Aは20607台が製造販売された。

## 356B型（1959年 - 1963年）

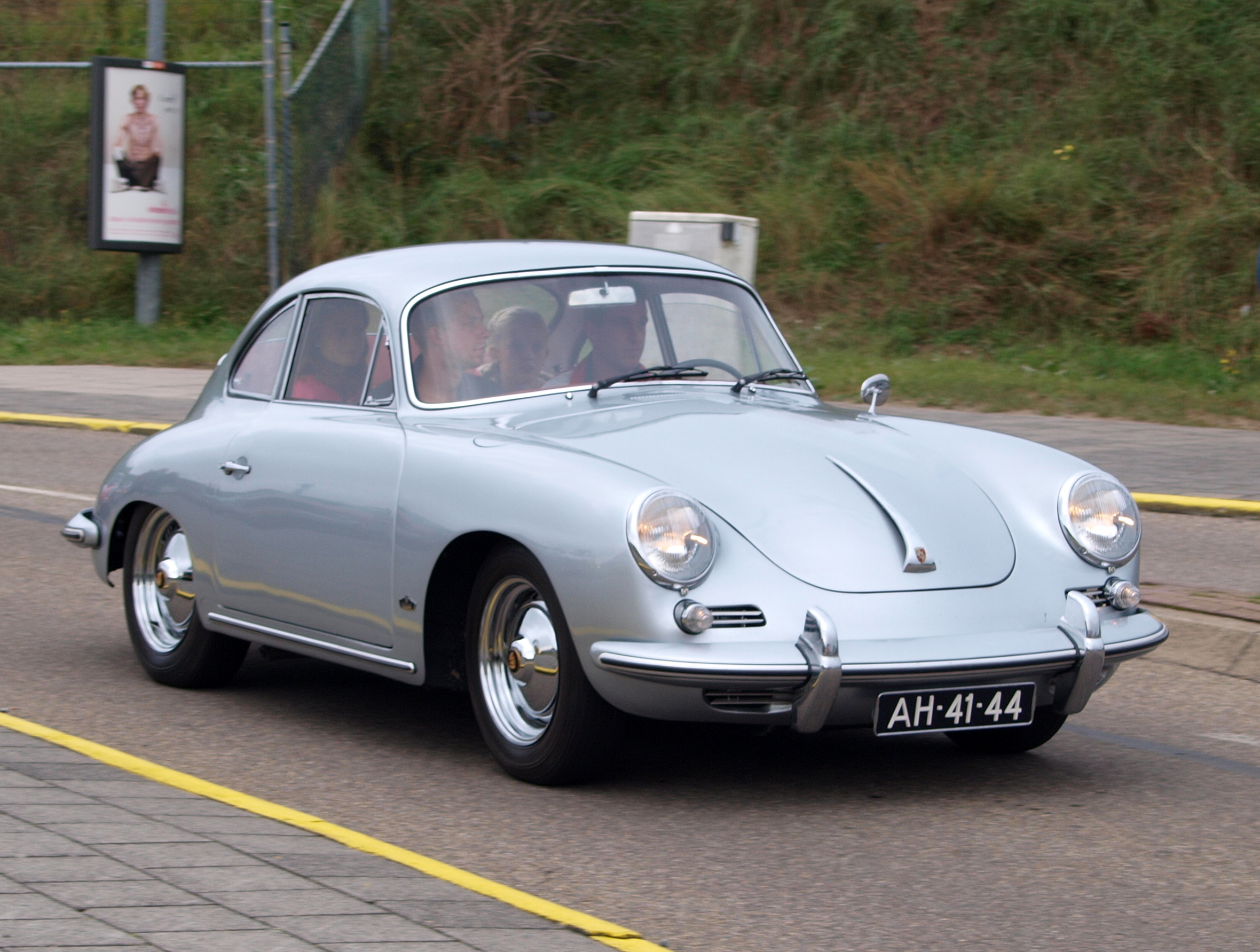
1963年モデル

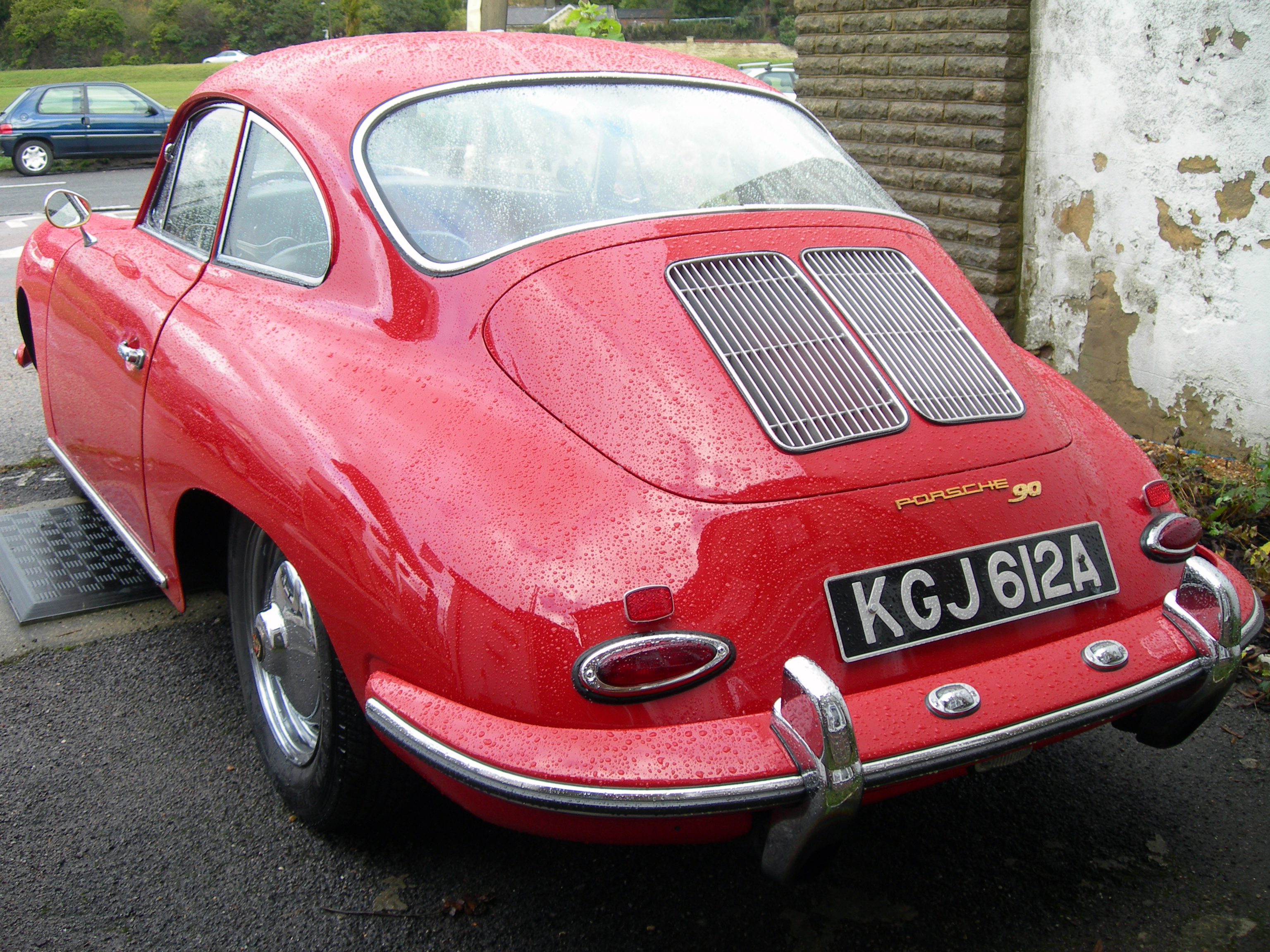
1963年クーペ モデルのリア部

1959年フランクフルトショーで「356B」（社内呼称T5）が発表された。バリエーションはクーペとカブリオレ、ロードスターの3種。
ボディは微妙に各部分が変更され356Aと外装部品の互換性はない。前部ウインカー一体グリルは別になり、2連フィンに変更。側面下部のサイドモールが少し細くなった。バンパーが大型化されフロントにダクトが付いた。ライト位置とフロントフェンダー位置もあがり、前部の窓の角度も高くなり、三角窓が標準装備され前後の窓面積も広がった。カブリオレはリア窓上にファスナーを装備し開閉可能とした。ボンネット下部はさげられフード上のエンブレム付きメッキハンドルは幅広く厚く変更された。後部ナンバープレートランプはバンパーに取り付けられた。後部エンジンフードは大きくなりグリルも2個追加された。
ステアリングはVDM製の黒い3本スポークになり、シフトレバーも太く短くなった。リアシートが左右独立で可倒するように変更。ラジアルタイヤがオプション装備可能となった（スーパー90は標準装備）。オプションで12V仕様に変更可能となっている。サスペンションは補正スプリングが注文装備（スーパー90は標準装備）。
しばらく途絶えていた正規輸入が再開された。開始とする資料もある。
「356B」は31192台製造販売された。

### 1959年モデル（356B型）
- ポルシェ356B/1600
- ポルシェ356B/1600スーパー
- ポルシェ356B/1600スーパー90 - 356Bから追加された。フェラルシリンダーを採用し、圧縮比9.0で90hp/5,500rpm[12]または90PS/5,500rpm[10]、12.3kgm/4,300rpm[12]の616/7型エンジン[10][12]。

### 1960年モデル
- ポルシェ356B/1600
- ポルシェ356B/1600スーパー
- ポルシェ356B/1600スーパー90
- ポルシェ356B/1600スーパー90GT - バケットシート。後席はない。トランクリッド、エンジンリッド、ドアパネルなどがアルミ製になるなど軽量化されている。エンジンやエンブレムは一般のポルシェ356B/1600スーパー90と共通。
- ポルシェ356B/1600GSカレラGTLアバルト - 20台のみ生産された。アバルトがポルシェ356B/1600GSカレラGTのシャーシにザガート製アルミニウムボディーを載せたもの。

### 1961年モデル
バリエーションとしてカルマン製カブリオレにハードトップを固定したカルマン・ハードトップが少数生産された。
- ポルシェ356B/1600
- ポルシェ356B/1600スーパー
- ポルシェ356B/1600スーパー90
- ポルシェ356B/2000GS -この年追加された。「カレラ2」と俗称される。RS61やポルシェ・904に使用されていた587/3型をデチューンし内径φ92mm×行程74mmで1,966cc、4カムDOHCで130PS/6,200rpm、16.5kgm/4,600rpmの587/1型エンジン。前後輪ともポルシェ・804からディスクブレーキを流用した[14]。
- ポルシェ356B/1600GSカレラGTLアバルト

### 1962年モデル
社内呼称はT6シリーズとなった。ボンネット先端が角張った形状から丸みを帯びた形に変更され幅も広がった。燃料給油口が右フェンダーに移動し、給油の際にボンネットを開けずに済むようになった（左ハンドル車のみ）。ボンネットトランク内を覆うABS樹脂製カバーが付き、ヒューズボックスも室内から移動された。室内ドアトリムは従来鉄板むきだしだったが、内装と同じ生地（トリム）が付き、ルームミラーには防眩切り替え機能が付き、時計が標準装備となった。インパネ中央に外気切り替えレバーが付き注文装備のフレッシュエアーブロア装着車はブロア調節も兼用した。盗難防止としてシフトレバーがRかNの位置から動かせないよう施錠できるシフトロックが装備された。ワイパーが間欠機能付きとなり、電動ウォッシャーがオプション設定された。ウォッシャーのタンクはプラスチック製バッグからプラスチック製ボトルへ変更され、耐久性が上がった。
- ポルシェ356B/1600
- ポルシェ356B/1600スーパー
- ポルシェ356B/1600スーパー90
- ポルシェ356B/2000GS

### 1963年モデル
- ポルシェ356B/1600
- ポルシェ356B/1600スーパー
- ポルシェ356B/1600スーパー90
- ポルシェ356B/2000GS
- ポルシェ356B/2000GSカレラGT - ポルシェ356B/1600GSカレラGTLアバルトのボディーをポルシェ独自のデザインに変更、ポルシェ356B/2000GSのエンジンを搭載したもの。

## 356C型（1963年 - 1965年）

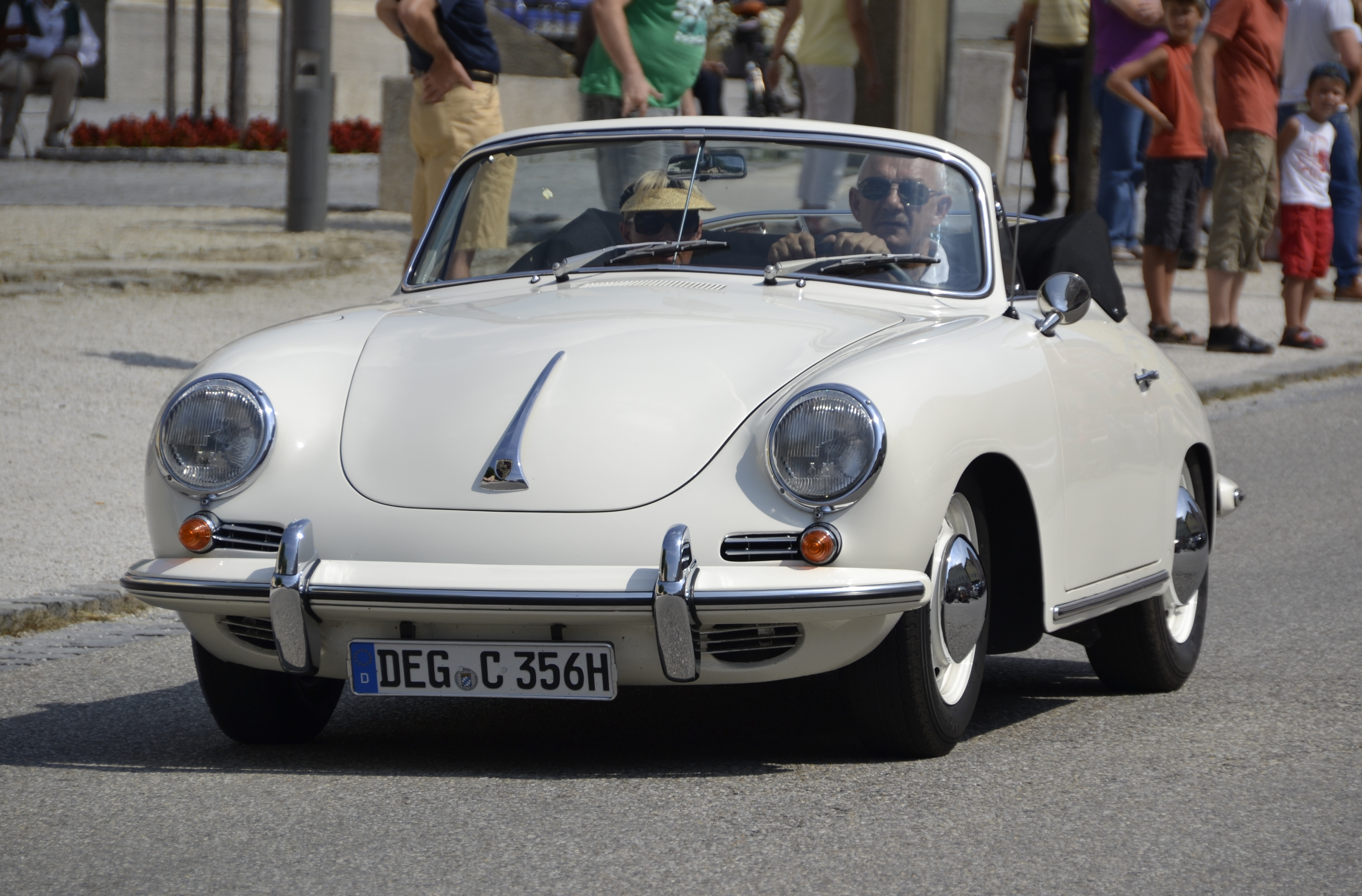
356Cカブリオレ

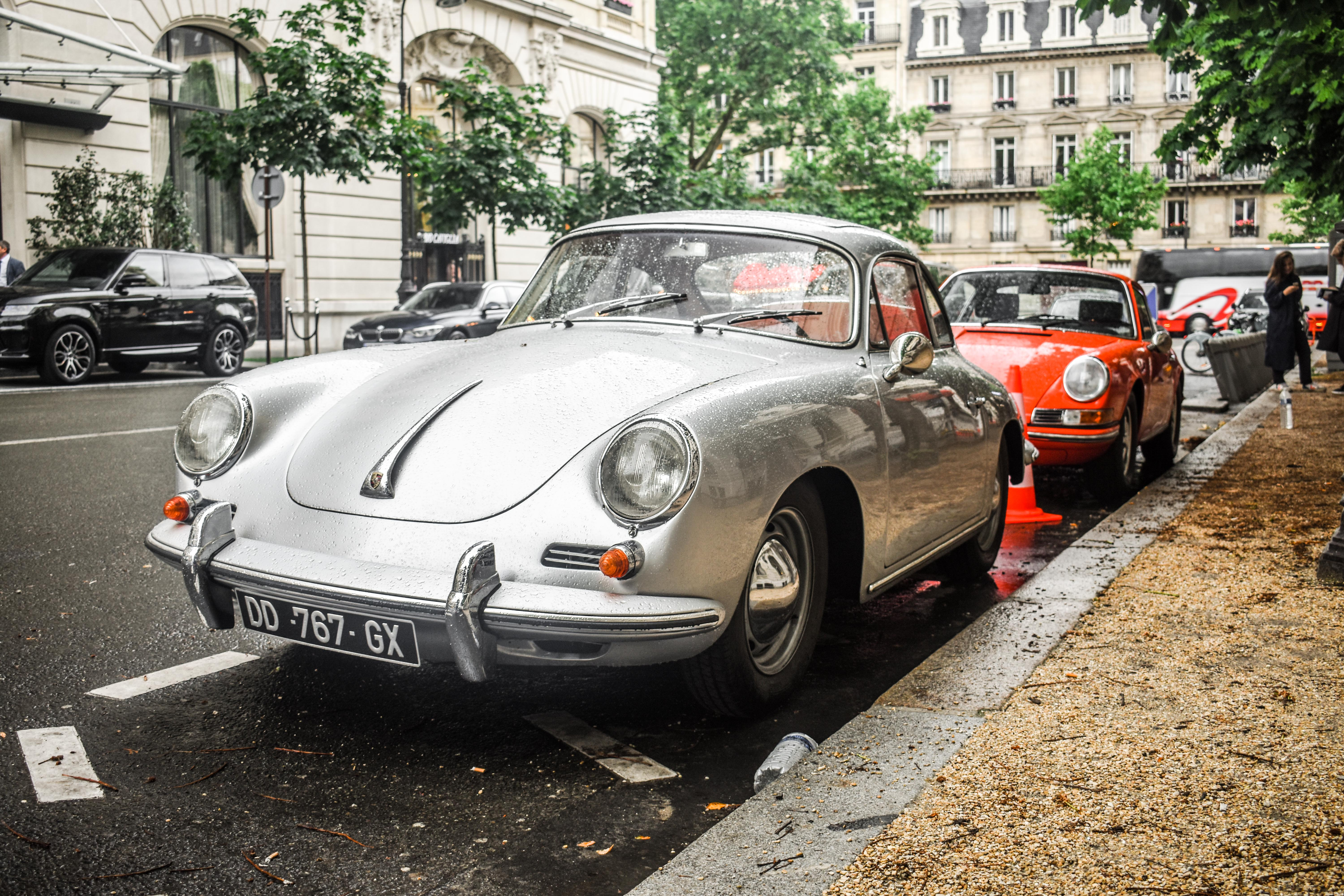
356Cクーペ

1963年7月に「356C」へマイナーチェンジした。9月のフランクフルトショーでは既に開発が進んでいた次期型の901が展示されていた時期である。
全車にATE製4輪ディスクブレーキが採用され、鉄ホイールも5穴のままP.C.D.が205 mmから130 mmに変更された。サスペンションは仕様を煮詰めて各部が微妙に変更された。
外装は後部のバッジがC（SC）に変更。内装はシートクッションが下げられ、着座位置が低くなり、合成革もやわらかい物に変更されて、オプションだったドアパネルアームレストが標準装備となった。インパネが多少レイアウト変更され、ハンドブレーキ警告灯が付いた。グローブボックスの蓋も鍵で施錠できるよう変更され、後部座席を可倒した場合に荷物が落ちないように段差がつけられた。カブリオレのリア窓上のファスナーが2つになった。他にも細部が改良されている。
16674台を製造販売し1965年に生産終了、これが356シリーズ最後のモデルとなった。

### 1963年モデル（356C型）
- ポルシェ356C/1600 - ポルシェ356B/1600スーパーの後継に当たり、75 hp/5,200 rpmまたは75 PS/5,200 rpm[14]、12.5 kgm/4,200 rpmの616型[14]または616/5型エンジン。
- ポルシェ356C/1600スーパー - - ポルシェ356B/1600スーパー90のエンジンの圧縮比を9.5に上げ、95 hp/5,800 rpmまたは95 PS/5,500 rpm[14]、12.6 kgm/4,200 rpmに向上した616/6型または616/16型[14][15]エンジン。
- ポルシェ356C/2000GS - ディスクブレーキはポルシェ356B/2000GSに見られるポルシェ・804の流用ではなく、一般の356Cと共通になっている。

### 1964年モデル
タコメーターがケーブル式から電気式に変更されたが、6 V仕様車では標準で、12 V車はオプションであった。
- ポルシェ356C/1600
- ポルシェ356C/1600スーパー
- ポルシェ356C/2000GS

### 1965年モデル
アルミの放熱フィンに鋳鉄ライナーを組み込んだバイラルシリンダーが採用された。
- ポルシェ356C/1600
- ポルシェ356C/1600スーパー
- ポルシェ356C/2000GS